# Andrew Considine
Andrew Considine (Aberdeen, Aberdeenshire, Escocia, 1 de abril de 1987) es un exfutbolista escocés que jugaba de defensa.
Debutó en el primer equipo del Aberdeen en 2004, donde disputó 444 encuentros de liga por el club hasta 2022.

## Trayectoria
En mayo de 2004 debutó en el primer equipo del Aberdeen, en la derrota por 2-1 ante el Dundee. Ya en la temporada 2006-07 se afianzó como titular del equipo, jugó 36 encuentros y anotó su primer gol en la victoria 2-0 sobre el St. Mirren esa temporada.
Jugó todos los encuentros del club en la temporada 2011-12 y fue nombrado jugador del año de la copa de Escocia. Continuó con su regularidad en la temporada siguiente, pero sufrió una lesión el 29 de diciembre de 2012.
Renovó su contrato con el club por dos años el 29 de diciembre de 2014.
Fue reconocido por su contribución al club durante muchos años, con un encuentro partido de homenaje el 27 de marzo de 2015 contra el F.C. Twente.
Renovó nuevamente su contrato con el club el 14 de febrero de 2017 por dos años más. El 31 de marzo de 2017 anotó una tripleta en la victoria por 7-0 sobre el Dundee en Dens Park.
El 13 de mayo de 2018 anotó el gol que aseguró el segundo lugar de la clasificación en la Premiership al Celtic, fue victoria 1-0 para el Aberdeen.
En abril de 2019 renovó con el club por dos años, con opción de un año más. El 24 de noviembre de 2019 jugó su encuentro número 500 en el Aberdeen contra el St Johnstone F. C.
Dejó el club al término de la temporada 2021-22, y fichó por el St. Johnstone F. C. el 16 de junio. Allí disputó los dos últimos años de una carrera que terminó en julio de 2024.

## Selección nacional
Tras haber sido internacional en categoría sub-20 y sub-21, el 9 de octubre de 2020 fue convocado con la selección absoluta de Escocia debido a las bajas de algunos jugadores por COVID-19. Debutó dos días después en el encuentro ante Eslovaquia de la Liga de las Naciones de la UEFA 2020-21 que ganaron por 1-0.

## Vida personal
Nació en el pueblo de Banchory, en las cercanías de Aberdeen. Es hijo del exdefensor de Aberdeen Doug Considine.

## Estadísticas
Actualizado al último partido disputado en su carrera.
| Club                        | Div.          | Temporada     | Liga  | Liga  | Copas nacionales | Copas nacionales | Copa internacional | Copa internacional | Total | Total |
| Club                        | Div.          | Temporada     | Part. | Goles | Part.            | Goles            | Part.              | Goles              | Part. | Goles |
| --------------------------- | ------------- | ------------- | ----- | ----- | ---------------- | ---------------- | ------------------ | ------------------ | ----- | ----- |
| Aberdeen F. C. Escocia      | 1.ª           | 2003-04       | 1     | 0     | 0                | 0                | —                  | —                  | 1     | 0     |
| Aberdeen F. C. Escocia      | 1.ª           | 2004-05       | 1     | 0     | 0                | 0                | —                  | —                  | 1     | 0     |
| Aberdeen F. C. Escocia      | 1.ª           | 2005-06       | 12    | 0     | 2                | 0                | —                  | —                  | 14    | 0     |
| Aberdeen F. C. Escocia      | 1.ª           | 2006-07       | 33    | 2     | 3                | 0                | —                  | —                  | 36    | 2     |
| Aberdeen F. C. Escocia      | 1.ª           | 2007-08       | 22    | 0     | 8                | 4                | 7                  | 0                  | 37    | 4     |
| Aberdeen F. C. Escocia      | 1.ª           | 2008-09       | 20    | 1     | 3                | 0                | —                  | —                  | 23    | 1     |
| Aberdeen F. C. Escocia      | 1.ª           | 2009-10       | 16    | 1     | 1                | 0                | 2                  | 0                  | 19    | 1     |
| Aberdeen F. C. Escocia      | 1.ª           | 2010-11       | 27    | 0     | 7                | 0                | —                  | —                  | 34    | 0     |
| Aberdeen F. C. Escocia      | 1.ª           | 2011-12       | 36    | 3     | 6                | 1                | —                  | —                  | 42    | 4     |
| Aberdeen F. C. Escocia      | 1.ª           | 2012-13       | 18    | 0     | 4                | 0                | —                  | —                  | 22    | 0     |
| Aberdeen F. C. Escocia      | 1.ª           | 2013-14       | 21    | 0     | 7                | 2                | —                  | —                  | 28    | 2     |
| Aberdeen F. C. Escocia      | 1.ª           | 2014-15       | 37    | 2     | 4                | 0                | 4                  | 0                  | 45    | 2     |
| Aberdeen F. C. Escocia      | 1.ª           | 2015-16       | 32    | 2     | 2                | 0                | 6                  | 1                  | 40    | 3     |
| Aberdeen F. C. Escocia      | 1.ª           | 2016-17       | 36    | 6     | 9                | 0                | 6                  | 0                  | 51    | 6     |
| Aberdeen F. C. Escocia      | 1.ª           | 2017-18       | 32    | 4     | 6                | 0                | 4                  | 0                  | 42    | 4     |
| Aberdeen F. C. Escocia      | 1.ª           | 2018-19       | 33    | 3     | 10               | 1                | 1                  | 0                  | 44    | 4     |
| Aberdeen F. C. Escocia      | 1.ª           | 2019-20       | 27    | 4     | 7                | 2                | 6                  | 0                  | 40    | 6     |
| Aberdeen F. C. Escocia      | 1.ª           | 2020-21       | 36    | 1     | 4                | 0                | 3                  | 0                  | 43    | 1     |
| Aberdeen F. C. Escocia      | 1.ª           | 2021-22       | 4     | 0     | 0                | 0                | 5                  | 1                  | 9     | 1     |
| Aberdeen F. C. Escocia      | Total club    | Total club    | 444   | 29    | 83               | 10               | 44                 | 2                  | 571   | 41    |
| St. Johnstone F. C. Escocia | 1.ª           | 2022-23       | 33    | 1     | 5                | 0                | ―                  | ―                  | 38    | 1     |
| St. Johnstone F. C. Escocia | 1.ª           | 2023-24       | 29    | 1     | 5                | 0                | ―                  | ―                  | 34    | 1     |
| St. Johnstone F. C. Escocia | Total club    | Total club    | 62    | 2     | 10               | 0                | 0                  | 0                  | 72    | 2     |
| Total carrera               | Total carrera | Total carrera | 506   | 31    | 93               | 10               | 44                 | 2                  | 643   | 43    |

## Palmarés

### Títulos nacionales
| Título                     | Club           | País    | Año     |
| -------------------------- | -------------- | ------- | ------- |
| Copa de la Liga de Escocia | Aberdeen F. C. | Escocia | 2013-14 |